# Mahalon
Mahalon (en bretó Mahalon) és un municipi francès, situat a la regió de Bretanya, al departament de Finisterre. L'any 2006 tenia 881 habitants.

## Demografia
| 1962                                       | 1968 | 1975 | 1982 | 1990 | 1999 |  |
| ------------------------------------------ | ---- | ---- | ---- | ---- | ---- |  |
| 867                                        | 802  | 742  | 711  | 773  | 799  |  |
| Des de 1962: població sense dobles comptes |      |      |      |      |      |  |

## Administració
| Període   | Identitat       | Partit |
| --------- | --------------- | ------ |
| 2001-2008 | Bernard Le Gall |        |